# Коннери, Джейсон
Дже́йсон Джо́зеф Ко́ннери (англ. Jason Joseph Connery; род. 11 января 1963, Марилебон) — шотландский актёр.

## Биография
Джейсон Коннери вырос в Лондоне в семье актёров Шона Коннери и Дайан Силенто.

## Карьера
Коннери сыграл много ролей в театре и впоследствии в нескольких B-фильмах. Кинодебют состоялся в The Lords (1983). Среди его работ такие фильмы, как «Экспресс до Пекина» (1995), «Макбет» (1997), «Возвращение Багдадского вора» (1999), «Шанхайский полдень» (2000), «Исполнитель желаний 3: Дьявольский камень» и «Реквием» (2001), «Интимные моменты» (2005).
После успеха на актёрском поприще стал режиссёром и продюсером в компании «Unconditional Entertainment», возглавляемой самим Джеймсом и Рики Масларом.
В рамках партнёрских отношений с фондом нового кино «Coventry University’s» и независимой группой кинематографистов «Independent Filmmakers Group» Джейсон ведет работу по обучению и поддержке нового поколения кинематографистов.
Несмотря на активную режиссёрскую деятельность, Джейсон Коннери продолжает сниматься в кино. Среди его недавних работ такие фильмы, как «Velocity», «Wired», «Линия», «Chinaman`s Chance», «Жажда: Война крови», «Один в темноте 2», «Пещера дракона», «Покаяние» и «Glass Houses».

## Личная жизнь
Коннери с 1996 года был женат на актрисе Миа Саре, они развелись в 2002 году. В этом браке в 1997 году родился сын — Дэшил Куинн Коннери.

## Фильмография
Актёр
- Нерассказанная история (2016)
- Меч (2011) — Роберт Тисдейл
- Мыслить как преступник: Поведение подозреваемого / Criminal Minds: Suspect Behavior (2011) (сериал) — Джон Крейфорд
- Kane & Lynch 2: Dog Days (2010) (комп. игра) — Глэзер
- Старый Запад (2010) — Фрэнк
- Следующее слово (2010) — Том
- В поисках Санта Лапуса / The Search for Santa Paws (2010) — Хаггис
- Пещера дракона / Dragonquest (2009) — Гурион
- Покаяние / Penance (2009) — агент ФБР
- Линия (2008) — Рэндалл
- Wired (2008) — Маршон
- Жажда: Война крови / The Thirst: Blood War (2008) — Клааудиус
- Один в темноте 2 / Alone in the Dark II (2008) — Паркер
- Шанс китайца / Chinaman`s Chance (2008) — Сэм
- Велогород (2007) — Mик
- Братство крови / Brotherhood of Blood (2007) — Kитон
- Ночные небеса / Night Skies (2007) — Ричард
- Случайное Рождество / An Accidental Christmas (2007) — Mилес
- Lord of the Rings: Battle for Middle Earth II — Rise of the Witch King (2006) (комп. игра) — капитан Картедан/Kaрш
- Большое путешествие / The Wild (2006)
- Затерянный город / Hoboken Hollow (2006) — Tревор Ллойд
- На краю Иерихона / The Far Side of Jericho (2006) — Джон
- Скорость света / Lightspeed (2006) … Даниэл Лейт / Лайтспид
- Аматор (2005) — Человек на телевидении
- Интимные моменты / Private Moments (2005) — Гиллиан
- Тролли (сериал) / Trollz (2005) — Трольхеймер Стар (озвучка)
- Зоопарк в обувной коробке / Shoebox Zoo (2004) (сериал) — Росс МакБрайд
- Гаджет и Гаджетины / Gadget and the Gadgetinis (2003) (сериал)
- Дети свободы / Liberty`s Kids: Est. 1776 (2002) (сериал)
- Джордж Лопез / George Lopez (2002—2007) (сериал) — Майк
- Исполнитель желаний 3: Дьявольский камень / Wishmaster 3: Beyond the Gates of Hell (2001) — профессор Джоель Бараш
- Мери-Кейт и Эшли в действии / Mary-Kate and Ashley in Action! (2001—2002) (сериал) — Беннингтон
- Николас / Nicolas (2001)
- Реквием / Requiem (2001) … Хантер
- Тайны Смолвиля / Smallville (2001—2011) (сериал) — Доминик Сенатори
- Шанхайский полдень / Shanghai Noon (2000) — Эндрюс
- Полоса / The Strip (1999) (сериал) — Рей Бурден
- История городских призраков / Urban Ghost Story (1998) — Джон Фокс
- Мерлин: Первое волшебство / Merlin: The Quest Begins (1998) — юный Мерлин
- Макбет / Macbeth (1997) — Макбет
- Полночь в Санкт-Петербурге (1996) — Николай Петров
- Великолепная пятерка (сериал) / The Famous Five (1996—1997) — Джефф Томас
- Наследник / The Successor (1996) — Петер Рирдон / Романов
- Экспресс до Пекина / Bullet to Beijing (1995) — Николай Петров
- Джамиля / Jamila (1994) — Данияр
- Beauty and the Beast (1992) — Чудовище
- Другая сторона рая (1992) — Крис Мастерс
- Спасительная пустыня / The Sheltering Desert (1992) — Хенно Мартин
- Burning Shore (1991) — Mайкл Куртини
- Тайная жизнь Яна Флеминга / The Secret Life of Ian Fleming (1990) — Ян Флеминг
- Tank Malling (1989) — Данбойн
- Экспресс на Касабланку / Casablanca Express (1989) — Алан Купер
- Кот в сапогах / Puss in Boots (1988) — Корин
- Ленин. Поезд / Lenin: The Train (1988) — Давид Сулиашвили
- Прощай, малышка / Bye Bye Baby (1988) — Maрчелло
- Робин из Шервуда (1986) (сериал) — Роберт Хантингтон / Робин Гуд
- Венецианка / La venexiana (1986) — Жюль
- Катастрофа / Casualty (1986—2014) (сериал) — Джеймс Данхем
- Потусторонний мир / Worlds Beyond (1986—1988) (сериал)
- Парень, у которого было все / The Boy Who Had Everything (1985) — Джон Киркленд
- Немо / Nemo (1984) — Немо
- Первая Олимпиада: Афины 1896 / The First Olympics: Athens 1896 (1984) (сериал) — Томас Куртис
- Лорды дисциплины / The Lords of Discipline (1983) — Маккиннон
- Доктор Кто / Doctor Who (1963—1989) (сериал) — Джондар